# 大雁塔街道
大雁塔街道，是中华人民共和国陕西省西安市雁塔區下辖的一个乡镇级行政单位。

## 行政区划
大雁塔街道下辖以下地区：
翠华北路社区、翠华南路社区、大雁塔社区、雁塔路社区、雁西社区、八一花园社区、建苑社区、兴科社区、科技学院社区、西勘社区、西影厂社区、武警医院社区、青龙社区、省委社区、交大财经社区、太平堡村、大雁塔村、后村、观音庙村、王家村、铁二村和铁一村。